# Ero canionis
Espèce
Ero canionis est une espèce d'araignées aranéomorphes de la famille des Mimetidae.

## Distribution
Cette espèce se rencontre aux États-Unis en Utah, au Texas, en Indiana, en Ohio et au Wisconsin et au Canada en Colombie-Britannique, en Alberta, en Saskatchewan, au Manitoba, en Ontario, au Québec, en Nouveau-Brunswick, en Nouvelle-Écosse et à Terre-Neuve-et-Labrador,.

## Description
Les mâles mesurent de 2,2 à 2,5 mm et la femelle 3,0 mm.

## Systématique et taxinomie
Cette espèce a été décrite par Chamberlin et Ivie en 1935.

## Publication originale
- Chamberlin & Ivie, 1935 : « Miscellaneous new American spiders. » Bulletin of the University of Utah, vol. 26, no 4, p. 1-79 (texte intégral).